# Nova síntese neoclássica
A nova síntese neoclássica, que é ocasionalmente referida como o novo consenso macroeconômico, é a fusão das principais escolas de pensamento macroeconómico modernas –  a nova macroeconomia clássica / teoria dos ciclos reais de negócios e o início da nova economia keynesiana –  em uma visão consensual sobre a melhor maneira de explicar as flutuações de curto prazo na economia. Esta nova síntese é análoga à síntese neoclássica, que combinou a economia neoclássica com a macroeconomia keynesiana. A nova síntese fornece a base teórica para grande parte da macroeconomia dominante atualmente. É uma parte importante da base teórica do trabalho realizado pela Reserva Federal dos EUA e por muitos outros bancos centrais.
Antes da síntese, a macroeconomia estava dividida entre trabalho de equilíbrio parcial dos novos keynesianos sobre as imperfeições do mercado demonstradas com pequenos modelos, e o trabalho dos novos clássicos sobre a teoria dos ciclos reais de negócios que usava modelos de equilíbrio geral e usava as mudanças na tecnologia para explicar as flutuações na produção econômica. A nova síntese retirou elementos de ambas as escolas e é caracterizada por um consenso sobre a metodologia aceitável, a importância da validação empírica do trabalho teórico e a eficácia da política monetária.

## Quatro elementos
Ellen McGrattan propôs uma lista de quatro elementos que são centrais para a nova síntese descrita por Goodfried e King: otimização intertemporal, expectativas racionais, concorrência imperfeita e dispendioso ajuste de preços (custos de menu). Goodfriend e King também concluem que os modelos do consenso produzem certas implicações em termos de políticas públicas. Em contradição com uma parte do pensamento novo clássico, a política monetária pode afetar a produção real no curto prazo, mas não há trade-off no longo prazo: o dinheiro não é neutro no curto prazo, mas é no longo prazo. A inflação elevada e as flutuações na taxa de inflação têm efeitos negativos no bem-estar. É importante que os bancos centrais mantenham a credibilidade por meio de políticas baseadas em regras, como metas de inflação.

## Cinco princípios
No final dos anos 2000, Michael Woodford tentou descrever a nova síntese com cinco elementos.
Primeiro, ele afirmou que agora existe um acordo sobre os fundamentos do equilíbrio geral intertemporal. Estes permitem que os impactos das mudanças na economia, tanto a curto como a longo prazo, sejam examinados em um único quadro e as preocupações microeconômicas e macroeconômicas já não estão separadas. Este elemento da síntese é, em parte, uma vitória para o novo clássico, mas também inclui o desejo keynesiano de modelar a dinâmica agregada de curto prazo.
Em segundo lugar, a síntese moderna reconhece a importância da utilização de dados coletados, mas os economistas concentram-se agora em modelos construídos a partir da teoria, em vez de olharem para correlações mais genéricas.
Terceiro, a nova síntese aborda a crítica de Lucas e utiliza expectativas racionais. Contudo, com base em preços rígidos e outras rigidezes, a síntese não abrange a completa neutralidade da moeda proposta pelos primeiros economistas novos clássicos.
Em quarto lugar, a nova síntese aceita que choques de vários tipos podem causar flutuações na produção econômica. Esta visão vai além da visão monetarista de que as variáveis monetárias causam flutuações e da visão keynesiana de que a oferta é estável enquanto a demanda flutua. Os modelos keynesianos mais antigos mediam o hiato do produto como a diferença entre o produto verificado e a cada vez maior da capacidade de produção. A teoria dos ciclos reais de negócios não considerou a possibilidade de lacunas e utilizou alterações na produção eficiente, causadas por choques na economia, para explicar as flutuações na produção. Os keynesianos rejeitaram esta teoria e argumentaram que as mudanças na produção eficiente não eram suficientemente grandes para explicar oscilações mais amplas na economia.
A nova síntese combina elementos de ambas as escolas sobre esta questão. Na nova síntese, existem hiatos do produto, mas são a diferença entre o produto real e o produto eficiente. A utilização de um produto eficiente reconhece que o produto potencial não cresce continuamente, mas pode subir ou descer em resposta a choques.
Quinto, aceita-se que os bancos centrais possam controlar a inflação por meio da utilização da política monetária. Isto é, em parte, uma vitória para os monetaristas, mas os novos modelos de síntese também incluem uma versão atualizada da curva de Philips inspirada no keynesianismo.